# Expedição Antártica Belga

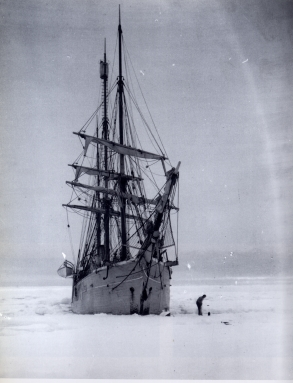
RV Belgica preso no gelo

Expedição Antártica Belga (1897 a 1899) foi a primeira expedição durante o inverno na região Antártica. Liderada por Adrien de Gerlache de Gomery a bordo do RV Belgica, foi a primeira expedição belga à Antártica e é considerada a primeira expedição da Era Heróica da Exploração Antártica. Entre os seus membros, estavam Frederick Cook e Roald Roald Amundsen, exploradores que mais tarde tentariam conquistar respectivamente o Polo Norte e o Polo Sul.

## Preparação e antecedentes

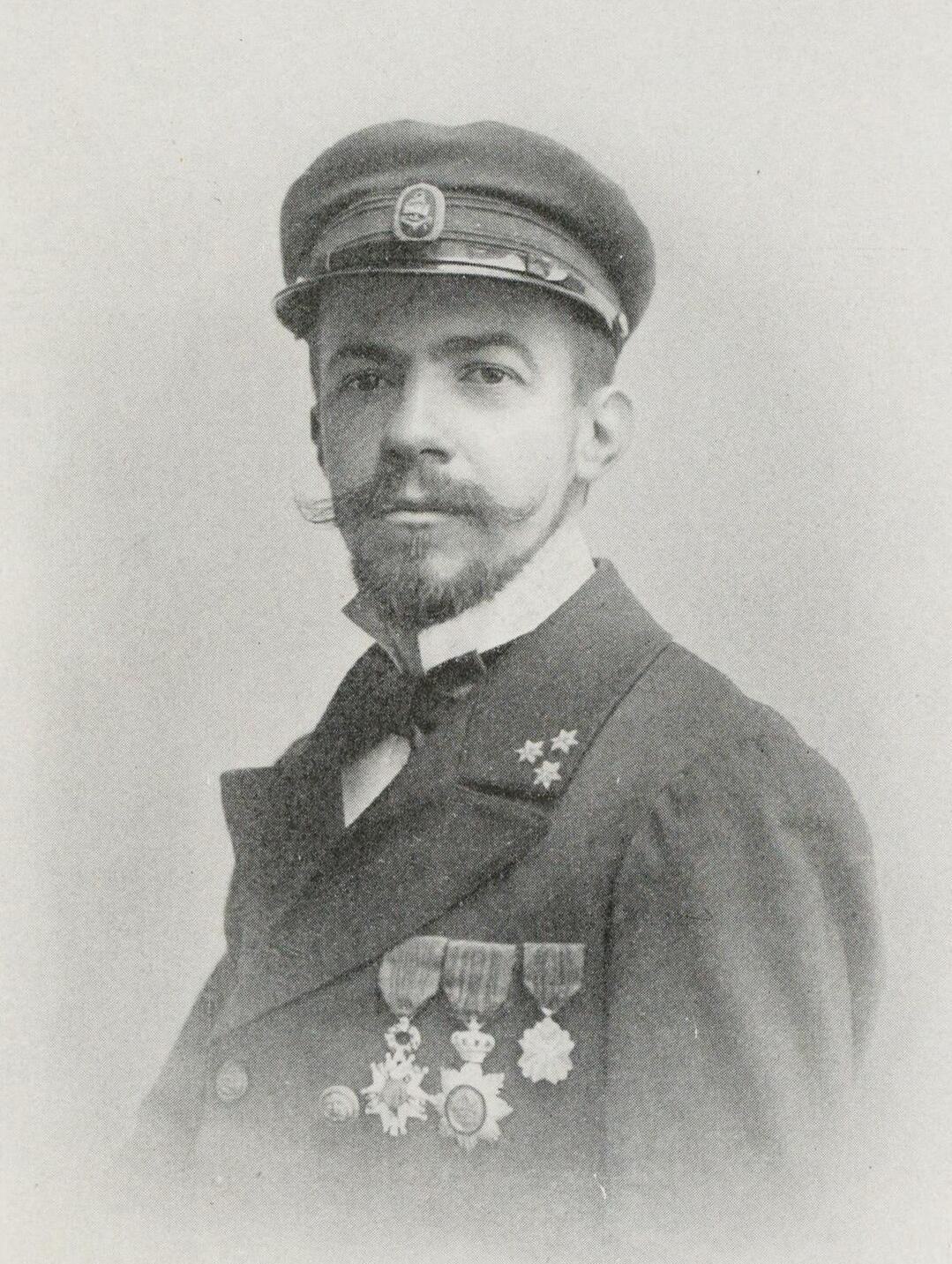
Na terra dos pinguins: retrato de Georges Lecointe (explorador) relato da viagem da "Bélgica"

Em 1896, Adrien de Gerlache de Gomery comprou o navio baleeiro Patria, de construção norueguesa, que, após uma extensa reforma, foi rebatizado como Belgica. Com uma tripulação multinacional que incluía Roald Amundsen da Noruega,  Emil Racoviță da Roménia e Henryk Arctowski da Polónia, o Belgica partiu de Antuérpia em 16 de agosto de 1897.
A caminho da Antártica, a expedição visitou Madeira, Rio de Janeiro e Montevideo. O Belgica foi recebido com especial entusiasmo no Rio de Janeiro, onde vivia uma grande comunidade belga. Frederick Cook, um americano, juntou-se à expedição lá. Os brasileiros também se interessaram muito pelo empreendimento científico belga. Algumas semanas depois, em Montevidéu, Amundsen escreveu em seu diário que nunca tinha visto tantas mulheres bonitas “no mesmo lugar e ao mesmo tempo”.
Em janeiro de 1898, o navio alcançou a costa de Graham Land. Em 22 de janeiro, Carl Wiencke caiu no mar durante uma tempestade e se afogou. A Ilha Wiencke  foi nomeada em sua homenagem. Navegando entre a costa de Graham Land e uma longa cadeia de ilhas a oeste, Gerlache nomeou a passagem de "Estreito da Bélgica". Mais tarde, a passagem foi renomeada como Estreito de Gerlache em sua homenagem. Depois de mapear e nomear várias ilhas em cerca de vinte desembarques, a expedição cruzou o Círculo Antártico em 15 de fevereiro.
Não conseguindo encontrar um caminho para o Mar de Weddell, em 28 de fevereiro, a expedição  ficou presa no gelo do Mar de Bellingshausen, perto da Ilha Pedro I. É provável que Gerlache tenha navegado intencionalmente no gelo à deriva para congelar o navio no gelo durante o inverno. Apesar dos esforços para libertar o Bélgica, a tripulação rapidamente percebeu que ficaria presa durante o inverno antártico.

## Inverno
A expedição estava mal equipada e não tinha roupas de inverno suficientes para todos os tripulantes. Também faltava comida. Antes do início do inverno, houve caça de pinguins e focas para armazenamento de sua carne. Agasalhos foram improvisados a partir de materiais disponíveis a bordo. Em 21 de março de 1898, Frederick Cook escreveu: "Estamos aprisionados em um mar de gelo sem fim... Contamos todas as histórias, reais e imaginativas, às quais somos iguais. O tempo pesa sobre nós à medida que a escuridão avança lentamente." Em 17 de maio, a escuridão perpétua da noite polar se instalou e durou até 23 de julho.
Gerlache não gostou da carne de pinguim e foca que havia sido armazenada e tentou proibir o seu consumo, mas eventualmente acabou o incentivando. Sinais de escorbuto começaram a aparecer em alguns homens e dois tripulantes apresentaram sinais de doença mental. Gerlache e o capitão Georges Lecointe ficaram tão doentes que escreveram os seus testamentos. O tenente Danco adoeceu devido a um problema cardíaco e morreu em 5 de junho, sendo a Ilha Danco nomeada em sua homenagem.
Cook e Amundsen assumiram o comando da expedição, já que Gerlache e Lecointe não conseguiam mais cumprir as suas funções por conta do escorbuto. A deficiência de vitamina C como verdadeira causa do escorbuto não havia sido descoberta até a década de 1920, mas Cook estava convencido de que a carne crua era uma possível cura para a doença devido às suas experiências com Robert Peary  no Ártico. Então insistiu que todos a bordo comessem um pouco da carne de pinguim e de foca todos os dias. Até mesmo Gerlache começou a comer a carne. Aos poucos, os tripulantes recuperaram a saúde. Atualmente, sabe-se que a carne crua contém uma pequena quantidade de vitamina C.
Seguiram-se vários meses de dificuldade. Mesmo com a chegada da primavera e do verão, as tentativas de libertar o navio do gelo falharam. Em janeiro de 1899, o Belgica ainda estava preso no gelo com uma espessura de cerca de 2 metros. A possibilidade de ter de enfrentar outro inverno ali parecia real. Como o mar aberto era visível a cerca de 800 metros de distância, Cook sugeriu que trincheiras fossem abertas para permitir que a Bélgica escapasse do gelo. A tripulação enfraquecida usou explosivo e várias ferramentas para abrir o canal. Finalmente, em 15 de fevereiro, conseguiram iniciar lentamente a descida no canal que haviam aberto nas semanas anteriores. Levaram quase um mês para cobrirem 7 milhas (11 km). A expedição regressou para Antuérpia em 5 de novembro de 1899. Apesar das condições precárias, a expedição conseguiu colher dados científicos, incluindo um ano inteiro de observações meteorológicas.

## Recepção
No regresso à Antuérpia, a expedição foi calorosamente recebida. Há meses um comitê especial vinha planejando festividades de recepção. Comum às expedições polares desta época, havia sentimentos de orgulho nacional e regional que cercavam as celebrações de regresso. O Estado belga homenageou Gerlache e os tripulantes da expedição, tornando-os membros da Ordem Real de Leopoldo. O governo municipal de Antuérpia homenageou os homens com medalhas, registrando os seus nomes no Livro de Ouro da cidade.

## Tripulantes
- Adrien de Gerlache (1866-1934): Belga - comandante
- Henryk Arctowski (1871-1958): Polaco - geólogo, oceanógrafo e meteorologista
- Emile Danco (1869-1898): Belga - observações geofísicas
- Emil Racoviţă (1868-1947): Romeno - biólogo (zoólogo e botânico) e espeleólogo
- Roald Amundsen (1872-1928): Norueguês - subtenente
- Georges Lecointe (1869-1929): Belga - observações geofísicas e segundo a bordo do RV Belgica
- Frederick Cook (1865-1940): Norte americano - médico e fotógrafo
- Antoine Dobrowolski (1872-1954): Polaco – assistente meteorologista
- Jules Melaerts (1876-?): Belga - terceiro tenente
- Henri Somers (1863-?): Belga – chefe mecânico
- Max Van Rysselberghe (1878-?): Belga - mecânico
- Louis Michotte (1868-1926): Belga - cozinheiro
- Adam Tollefsen (1866-?): Norueguês - marinheiro
- Ludvig-Hjalmar Johansen (1872-?): Norueguês - marinheiro
- Engelbret Knudsen (1876-1900): Norueguês - marinheiro
- Gustave-Gaston Dufour (1876-1940): Belga - marinheiro
- Jean Van Mirlo (1877-1964): Belga - marinheiro
- Carl-Auguste Wiencke (1877-1898): Norueguês - marinheiro. Wiencke foi atirado ao mar por uma onda durante a expedição, e se afogou. A Ilha Wiencke foi, então, nomeada em sua homenagem.
- Johan Koren (1877-1919): Norueguês - marinheiro e assistente de zoólogo

Tripulantes que deixaram a expedição:
- Johansen: Norueguês– contramestre; renunciou em 22 de agosto de 1897
- Julliksen: Norueguês – carpinteiro; renunciou em 22 de agosto de 1897
- Josef Duvivier: Belga – mecânico; demitido em 26 de outubro de 1897 no Rio de Janeiro, recontratado em Montevidéu, demitido novamente em Punta Arenas
- Lemonier: Francês – cozinheiro; demitido em 13 de novembro de 1897, por insubordinação
- Jan Van Damme: Belga – marinheiro; demitido em 11 de dezembro de 1897, por insubordinação
- Maurice Warzee: Belga – marinheiro; demitido em 11 de dezembro de 1897, por insubordinação
- Frans Dom: Belga – marinheiro; demitido em 11 de dezembro de 1897, por insubordinação